# 칸타타
칸타타(cantata)란 성악곡의 하나로, 한 명 또는 여러 명의 성악과 악기 반주를 위한 다악장의 음악 작품을 의미하는 용어이다. 하나의 연속적인 서술을 가사로 가지고 있으며, 한 작품 안에 레치타티보(서사적인 노래), 아리아(노래), 아리오소(가벼운 아리아), 합창, 합창곡, 악기 전주 및 간주 등이 자유롭게 교차하여 사용될 수 있다.

어원적으로는 '노래한다'(이탈리아어: cantare)에서 유래하며 '악기로 연주한다'는 뜻의 소나타와 대비를 이루는 말로서, 처음에는 다만 성악곡 일반을 의미하였다. 요한 고트프리트 발터는 1732년 자신의 책인 〈음악사전 Musikalisches Lexikon〉(1732)에서 칸타타를 다음과 같이 설명하였다
Cantata, pl. Cantate, [이탈리아어] Cantate pl. cantates [프랑스어]는 사실 길고, 이탈리아어로 된 노래 작품으로, 아리아와 레치타티보가 혼합된 형태이며, 여러 가지 박자 형태로 구성되며 보통은 독창자와 함께 실내 오르간 등의 반주를 두고 연주되며, 때로는 두 개 이상의 악기가 추가되기도 한다.
칸타타는 종교적인 것과 세속적인 성격을 가진 작품들로 나눌 수 있으며, 17세기부터는 실내 오르간과 몇몇 멜로디 악기로만 구성된 카메라 칸타타가 등장하기도 했다. 종교적 칸타타는 종교적인 찬송이나 성경 구절을 바탕으로 한 작품을 의미한다. 또한, 크리스마스와 같은 특정 절기를 위한 칸타타도 작곡된다..

## 칸타타의 구분
가사의 내용에 따라 세속 칸타타(실내 칸타타)와 교회 칸타타의 두 가지로 나눈다.

### 세속 칸타타
세속 칸타타는 교회의 예배 이외의 목적으로 쓰여, 주로 작곡가가 봉사하고 있는 영주나 친지들의 결혼축하, 탄생축하(성인의 축하)를 위하여 연주되었다. 역사적으로는 세속 칸타타가 보기보다 오래되었으며, 17세기의 초엽 이탈리아에서 탄생하여 발전하였다. 이탈리아에서는 특히 아리아와 레치타티보가 교대로 된 독창용 칸타타가 번성하였고, 카리시미, 체스티, 레그렌치 등의 손을 거쳐, 나폴리 악파의 스카를라티의 800곡이나 되는 칸타타에 의하여 정점에 이르렀다.

### 교회 칸타타
교회 칸타타는 일요일이나 교회력(歷)의 각 축제일을 위한 예배용 음악으로 작곡된 것이다. 교회 칸타타는 17세기 말부터 18세기에 걸쳐 독일에서 발달하였는데, 코랄 가락이 즐겨 쓰였고 합창이 매우 중요시되었다. 교회 칸타타의 종류로는 코랄 가락이 여러 가지 수법에 의하여 마지막 이외의 악장에 들어 있는 코랄 칸타타, 시편(詩篇)의 가사로 된 시편 칸타타, 성서의 격언으로 시작하는 격언 칸타타 등이 있다. 교회 칸타타의 작곡가로서는 북스테후데, 텔레만, 요한 세바스티안 바흐 등이 있다. 특히 바흐의 현존하는 200곡이나 되는 교회 칸타타는 걸작으로 평가받는다. 바흐는 세속 칸타타도 20여 곡을 남겼다. 특히 《커피 칸타타》, 《농민 칸타타》는 일반에게 잘 알려져 있다. 바흐 시대의 칸타타는 극히 소수인으로 연주되었다. 보통 가수 12명, 악기주자 13명 정도로서, 많아도 전부 40을 넘는 일은 없었다. 바흐 이후 칸타타는 모차르트, 베토벤, 슈베르트, 슈만, 베버, 브람스 등에 의해서도 작곡되었으나, 이러한 칸타타는 오라토리오와 구별하기 어렵다.

### 현대 칸타타
전통적인 칸타타와는 분명히 구분되며 한 주제를 가지고 다양한 장르의 음악을 조합한 공연이다. 특히 크리스마스 칸타타는 다양한 장르의 크리스마스 음악과 함께 성탄 메시지를 포함하여 성탄의 의미 전달에도 큰 비중을 두고 있다.

## 같이 보기
- 바흐 칸타타